# Paul Boffa

Maltesische Gedenkmünze für Paul Boffa

Sir Paul Boffa (* 30. Juni 1890 in Vittoriosa, Malta; † 6. Juli 1962 in Paola, Malta) war ein maltesischer Politiker und Premierminister.

## Studium und Erster Weltkrieg
Paul Boffa schloss das Studium der Medizin an der Royal University of Malta 1912 mit einem Doctor of Medicine (M.D.) ab. Während des Ersten Weltkrieges diente er im Royal Medical Corps in Malta, Saloniki sowie auf Sanitätsschiffen. Nach dem Ende des Krieges ließ er sich dann als praktischer Arzt in Paola nieder.

## Politische Laufbahn und Zweiter Weltkrieg
Nach der Garantie der Selbstverwaltung im Jahre 1921 trat Boffa als Mitglied der Labour Party 1923 in die Politik ein. Bereits 1924 wurde er in die Gesetzgebende Versammlung gewählt. Als 1927 seine Wahl zum Vorsitzenden der Labour Party erfolgte, begann er kurz darauf die Rechte und Gleichberechtigung der Arbeiter in der Regierung einzufordern. Zusammen mit der Conservative Party (CP) des Premierministers Gerald Strickland bildete er eine Regierungskoalition. 1932 wurde er jedoch als einziges Mitglied der Labour Party in die Gesetzgebende Versammlung wiedergewählt und vertrat die Interessen der Arbeiter bis zur Auflösung des Parlaments im November 1933.
Von 1936 bis 1939 war Boffa Mitglied des Exekutivrates. Während des Zweiten Weltkrieges diente er als Sanitätsoffizier in den Gebieten von Cottenera, Paola, Tarxien und Luqa.

## Premierminister
Nach Ende des Zweiten Weltkriegs wurde er bei den ersten Wahlen 1945 für die Labour Party zum Mitglied des Parlaments gewählt.
Den Höhepunkt seiner politischen Laufbahn erreichte er am 4. November 1947 mit der Wahl zum Premierminister. Zu diesem Zeitpunkt für die Labour Party mit 24 Abgeordneten über eine absolute Mehrheit. Sein 1949 an Großbritannien gerichtetes Ultimatum zur finanziellen Unterstützung Maltas führte zur Spaltung der Labour Party. Anschließend gründete er die Maltas Worker’s Party (MWP) und wurde deren Vorsitzender. Auch nach der Spaltung blieb er zwar Premierminister, verlor jedoch die Parlamentswahlen im September 1950. Nachfolger als Premierminister wurde Enrico Mizzi. Während seiner Amtszeit setzt sich Boffa für einen stärkeren Gebrauch der maltesischen Sprache in den Gerichten sowie für eine Stärkung der Grundschulausbildung sowie des Renten- und Pensionssystems ein.

## Spätere politische Laufbahn
Von 1951 bis 1955 war er in der Koalitionsregierung von Premierminister Ġorġ Borg Olivier Minister für Gesundheit und Soziale Dienste. Ab 1955 trat die MWP nicht mehr zu den Parlamentswahlen an, zumal Boffa aus gesundheitlichen Gründen auch nicht mehr kandidierte. Allerdings blieb er insoweit politisch aktiv, als er zum Ehrenpräsidenten der Christian Worker’s Party (CWP), der Nachfolgerin der MWP, gewählt wurde.
Für seine Verdienste wurde er 1956 zum „Sir“ und Ritter des OBE geschlagen.

## Auszeichnungen
- Kriegsstern 1914–1918
- General Service Medal
- Victory Medal
- Coronation Medal
- Defence Medal
- Order of the British Empire (OBE) 1941
- Ritter (Sir) 1956